# Vice-premier ministre du Manitoba
Le vice-premier ministre du Manitoba est le numéro deux du gouvernement de la province canadienne du Manitoba. Il seconde le premier ministre dans ses fonctions et est chargé généralement d'un autre ministère, il succède au premier ministre en cas de décès, démission, implication criminelle, incapacité, absence due à une période de grossesse ou de maternité ou destitution.
L'actuel vice-premier ministre du Manitoba est Uzoma Asagwara, qui est également ministre de la Santé, des Aînés et des Soins de longue durée.

## Liste des titulaires
Le tableau suivant présente les personnes ayant occupé la fonction de vice-premier ministre de la province du Manitoba.
|  | Nom                                                  | Parti politique            | Période                              | Premier ministre  |
|  | ---------------------------------------------------- | -------------------------- | ------------------------------------ | ----------------- |
|  | Glen Cummings (en)                                   | Progressiste-conservateur  | 9 mai 1988 – 27 septembre 1990       | Gary Filmon       |
|  | James Erwin Downey (en)                              | Progressiste-conservateur  | 27 septembre 1990 – 5 février 1999   | Gary Filmon       |
|  | Jean Friesen (en)                                    | Nouveau Parti démocratique | 5 octobre 1999 – 25 juin 2003        | Gary Doer         |
|  | Rosann Wowchuk                                       | Nouveau Parti démocratique | 25 juin 2003 – 3 novembre 2009       | Gary Doer         |
|  | Rosann Wowchuk et Eric Robinson (en) (simultanément) | Nouveau Parti démocratique | 3 novembre 2009 – 3 octobre 2011     | Greg Selinger     |
|  | Eric Robinson                                        | Nouveau Parti démocratique | 3 octobre 2011 – 29 avril 2015       | Greg Selinger     |
|  | Eric Robinson et Kerri Irvin-Ross (simultanément)    | Nouveau Parti démocratique | 29 avril 2015 – 3 mai 2016           | Greg Selinger     |
|  | Heather Stefanson                                    | Progressiste-conservateur  | 3 mai 2016 – 5 janvier 2021          | Brian Pallister   |
|  | Kelvin Goertzen                                      | Progressiste-conservateur  | 5 janvier 2021 – 1er septembre 2021  | Brian Pallister   |
|  | Rochelle Squires (en)                                | Progressiste-conservateur  | 1er septembre 2021 – 3 novembre 2021 | Kelvin Goertzen   |
|  | Rochelle Squires (en)                                | Progressiste-conservateur  | 1er septembre 2021 – 3 novembre 2021 | Heather Stefanson |
|  | Kelvin Goertzen                                      | Progressiste-conservateur  | 3 novembre 2021 – 18 janvier 2022    |                   |
|  | Cliff Cullen (en)                                    | Progressiste-conservateur  | 18 janvier 2022 – 18 octobre 2023    |                   |
|  | Uzoma Asagwara                                       | Nouveau Parti démocratique | Depuis le 18 octobre 2023            | Wab Kinew         |